# Catherine Called Birdy
Catherine Called Birdy is een Brits-Amerikaanse komische film uit 2022, geschreven en geregisseerd door Lena Dunham. De film is gebaseerd op de gelijknamige roman uit 1994 van Karen Cushman. De titelpersonage wordt vertolkt door Bella Ramsey.

## Verhaal
Het verhaal speelt zich af in de 13e eeuw in Engeland. Lord Rollo en Lady Aislinn, de ouders van de 14-jarige Catherine (met de bijnaam Birdy) hebben financiële problemen. Om deze problemen op te lossen willen ze hun dochter uithuwelijken aan een rijke man. Birdy heeft hierover echter haar eigen ideeën.

## Rolverdeling
- Bella Ramsey als Lady Catherine / "Birdy"
- Billie Piper als Lady Aislinn, de moeder van Catherine
- Andrew Scott als Lord Rollo, de vader van Catherine
- Lesley Sharp als Morwenna, de kinderjuffrouw van Catherine
- Joe Alwyn als George, de oom van Catherine en de jongere broer van Lady Aislinn
- Sophie Okonedo als Ethelfritha Rose Splinter of Devon, een rijke weduwe die met George trouwt
- Paul Kaye als Sir John Henry Murgaw VIII / "Shaggy Beard"
- Dean-Charles Chapman als Robert, Catherine's 17-jarige oudere broer
- Isis Hainsworth als Aelis, de beste vriendin van Catherine
- Archie Renaux als Edward the Monk, Catherine's 21-jarige oudere broer
- Michael Woolfitt als Perkin, Catherine's geitenhoedervriend
- David Bradley als Lord Gideon Sidebottom, de vader van Aelis
- Mimi M. Khayisa als Lady Berenice Sidebottom, Aelis' stiefmoeder
- Rita Bernard-Shaw als Meg, Catherine's melkmeisje vriendin
- Ralph Ineson als Golden Tiger, een boer en chauffeur
- Jamie Demetriou als Etienne, de dienstknecht van Shaggy Beard
- Russell Brand als vrijer uit Kent
- Jacob Avery als de jonge Fulk
- Angus Wright als de oudere Fulk

## Release
De film ging in première op 12 september 2022 op het Internationaal filmfestival van Toronto. De film kreeg een beperkte Amerikaans bioscooprelease op 23 september 2022 door Amazon Studios, voordat het wereldwijd werd gestreamd op 7 oktober 2022 op Prime Video.

## Ontvangst
Op Rotten Tomatoes heeft Catherine Called Birdy een waarde van 88% en een gemiddelde score van 7,20/10, gebaseerd op 127 recensies. Op Metacritic heeft de film een gemiddelde score van 74/100, gebaseerd op 34 recensies.

## Prijzen en nominaties
De belangrijkste:
| Jaar | Prijs                         | Categorie                    | Genomineerde(n) | Uitslag     |
| ---- | ----------------------------- | ---------------------------- | --------------- | ----------- |
| 2023 | Critics Choice Award          | Beste jonge acteur / actrice | Bella Ramsey    | Genomineerd |
| 2023 | Film Independent Spirit Award | Beste script                 | Lena Dunham     | Genomineerd |